# Ian Kirkham

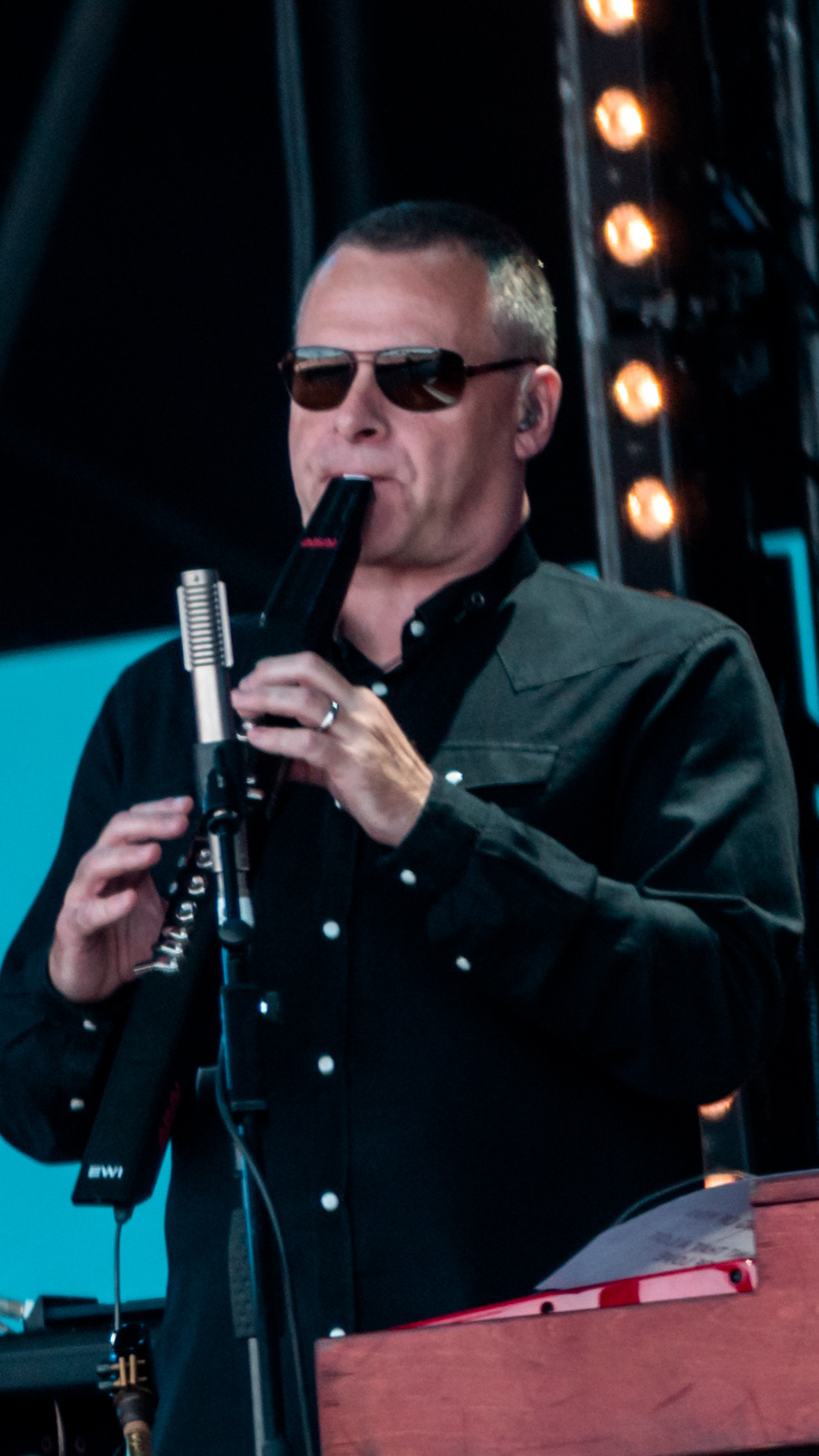
Ian Kirkham (2019)

Ian Kirkham (* 9. März 1963 in Liverpool, England) ist ein britischer Saxophonist. Er war von 1986 bis 2010 und ist seit 2015 Mitglied der Band Simply Red.

## Leben
Ian Kirkham wuchs in Preston (England) auf. Im Alter von fünfeinhalb Jahren nahm er seine ersten Klavierstunden. Mit elf Jahren begann er seine Ausbildung am Saxophon. Er spielte unter anderem in mehreren Big Bands und Jazz-Gruppen, darunter die Spiral Axis und die Images. Neben Alt-, Tenor- und Sopransaxophon spielt er unter anderem auch den elektronischen Blaswandler EWI (Electronic Woodwind Instrument), Klarinette, Flöte und Klavier.